# Jakub Kovář
Jakub Kovář (* 19. Juli 1988 in Písek, Tschechoslowakei) ist ein tschechischer Eishockeytorwart, der seit April 2022 beim HC Sparta Prag aus der tschechischen Extraliga unter Vertrag steht. Sein Bruder Jan ist ebenfalls ein professioneller Eishockeyspieler.

## Karriere

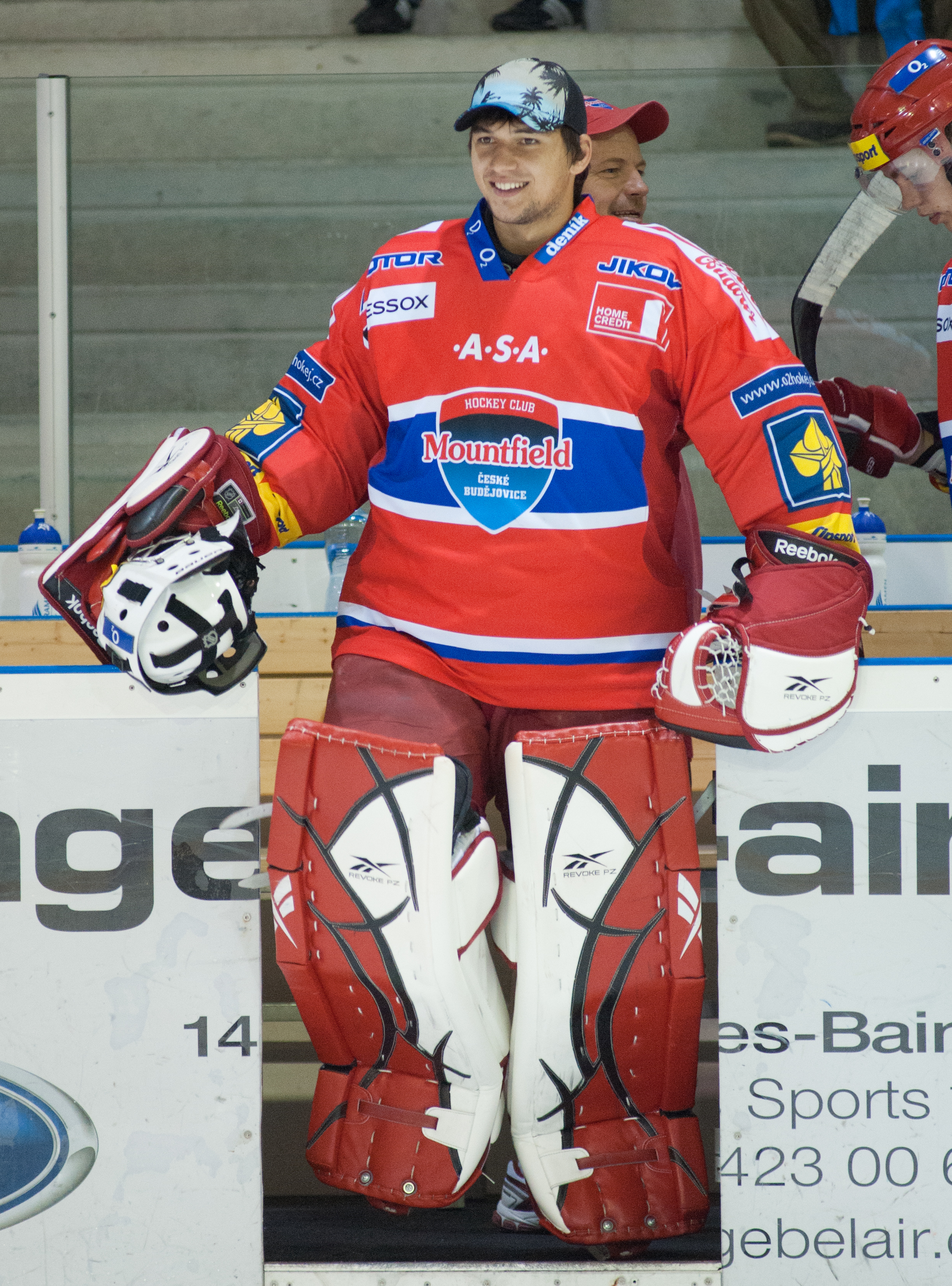
Jakub Kovář (2010)

Jakub Kovář begann seine Karriere als Eishockeyspieler in seiner Heimatstadt in der Nachwuchsabteilung des IHC Písek. Von dort wechselte der Torwart 2005 zu den U20-Junioren des HC České Budějovice, für die er in den folgenden beiden Jahren aktiv war. In diesem Zeitraum wurde er im NHL Entry Draft 2006 in der vierten Runde als insgesamt 109. Spieler von den Philadelphia Flyers ausgewählt, für die er allerdings nie spielte. Stattdessen lief er in der Saison 2007/08 für die Oshawa Generals, die ihn beim CHL Import Draft 2007 an Position 29 gezogen hatten, und die Windsor Spitfires in der kanadischen Juniorenliga Ontario Hockey League auf.
Zur Saison 2008/09 kehrte er nach České Budějovice zurück und absolvierte insgesamt 23 Spiele in der Extraliga und verhinderte erst in der Relegation mit seiner Mannschaft, die im Vorjahr noch Hauptrundenprimus gewesen war, den Abstieg. Auf europäischer Ebene stand er in einem Spiel der Champions Hockey League zwischen den Pfosten. Zudem absolvierte er drei Partien als Leihspieler für den SK Horácká Slavia Třebíč in der 1. Liga, der zweiten tschechischen Spielklasse. 
Die Saison 2009/10 verbrachte Kovář abwechselnd beim HC České Budějovice in der Extraliga und als Leihspieler beim Zweitligisten HC Tábor. In der Saison 2010/11 wurde der Nationalspieler Stammtorwart beim HC Mountfield, für den er in insgesamt 58 Spielen auf dem Eis stand. Besonders in den Play-offs konnte er überzeugen, als er in sechs Spielen im Schnitt nur 1.79 Gegentore pro Spiel zuließ und eine Fangquote von 94,7 Prozent erreichte.
Im Januar 2013 verlängerte er zunächst seinen Vertrag um zwei Jahre, machte aber im Mai des gleichen Jahres von einer Ausstiegsklausel Gebrauch und wechselte für zwei Jahre zu Awtomobilist Jekaterinburg in die Kontinentale Hockey-Liga. 2016 wechselte er innerhalb der KHL zu Sewerstal Tscherepowez, kehrte jedoch ein Jahr später zu Awtomobilist zurück. Dort war er Stammtorhüter und gehörte stets zu den statisch besten Torhütern, so dass er mehrfach am KHL All-Star Game teilnahm und mehrfach als Torhüter des Monats ausgezeichnet wurde. Aufgrund einer Operation am Knie und der nicht abgeschlossenen Rehabilitation absolvierte Kovář zu Beginn der Saison 2021/22 nur eine Partie und verließ Awtomobilist. Anschließend war er ohne Verein, machte im Training Fortschritte und wurde im Dezember des gleichen Jahres von den ZSC Lions aus der National League verpflichtet.
Zur Saison 2022/23 kehrte der Tscheche in die Heimat zurück, als er einen Zweijahresvertrag beim HC Sparta Prag unterzeichnete.

### International
Für Tschechien nahm Kovář im Juniorenbereich an der U18-Junioren-Weltmeisterschaft 2006, bei der er mit seiner Mannschaft die Bronzemedaille gewann, sowie den U20-Junioren-Weltmeisterschaften 2007 und 2008 teil. Im Seniorenbereich stand er 2011 bei der Euro Hockey Tour erstmals im Aufgebot seines Landes. Zudem vertrat er Tschechien bei der Weltmeisterschaft 2011, bei der er mit seiner Mannschaft als Ersatztorwart ohne Einsatz die Bronzemedaille gewann. Anschließend gehörte er auch bei den Weltmeisterschaften 2012, als er in sechs Einsätzen zur Bronzemedaille beitrug, Weltmeisterschaft 2014 und Weltmeisterschaft 2015 zum tschechischen Kader. Außerdem absolvierte er ein Spiel bei den Olympischen Winterspielen in Sotschi 2014.

## Erfolge und Auszeichnungen
| - 2013 KHL-Torwart des Monats Dezember - 2014 KHL-Torwart des Monats Januar - 2015 Teilnahme am KHL All-Star Game - 2018 KHL-Torwart des Monats September | - 2019 Teilnahme am KHL All-Star Game - 2019 KHL-Torwart des Monats Dezember - 2020 Teilnahme am KHL All-Star Game |

### International
- 2006 Bronzemedaille bei der U18-Junioren-Weltmeisterschaft
- 2011 Bronzemedaille bei der Weltmeisterschaft
- 2012 Bronzemedaille bei der Weltmeisterschaft